# Epicadus
Epicadus Simon, 1895 è un genere di ragni appartenente alla famiglia Thomisidae.

## Distribuzione
Le sei specie note di questo genere sono diffuse in America meridionale, (quattro specie e una sottospecie sono endemiche del solo Brasile) e in Costa Rica (la E. granulatus): la specie dall'areale più vasto è la E. heterogaster, rinvenuta in Brasile, Uruguay e Argentina

## Tassonomia
Non sono stati esaminati esemplari di questo genere dal 1940.
A giugno 2014, si compone di 6 specie e una sottospecie:
- Epicadus granulatus Banks, 1909 — Costa Rica
- Epicadus heterogaster (Guérin, 1829)[2] — Brasile, Uruguay, Argentina
  - Epicadus heterogaster scholagriculae Piza, 1933 — Brasile
- Epicadus nigronotatus Mello-Leitão, 1940 — Brasile
- Epicadus pallidus Mello-Leitão, 1929 — Brasile
- Epicadus planus Mello-Leitão, 1932 — Brasile
- Epicadus rubripes Mello-Leitão, 1924 — Brasile

### Specie trasferite
- Epicadus mutchleri Petrunkevitch, 1930; trasferita al genere Rejanellus Lise, 2005[1].

### Nomina dubia
- Epicadus flavus (Giebel, 1863); esemplare reperito in Thailandia e originariamente ascritto all'ex-denominazione Eripus, a seguito di un lavoro di Roewer (1955c) è da ritenersi nomen dubium.
- Epicadus ruber (Giebel, 1863); esemplare reperito in Egitto e originariamente ascritto all'ex-denominazione Eripus, a seguito di un lavoro di Roewer (1955c) è da ritenersi nomen dubium.